# Siegfried Köhler
Siegfried Köhler (Forst, 6 de octubre de 1935) es un deportista de la RDA que compitió en ciclismo en la modalidad de pista, especialista en las pruebas de persecución.
Participó en dos Juegos Olímpicos de Verano, en los años 1956 y 1960, obteniendo una medalla de plata en Roma 1960, en la prueba de persecución por equipos (junto con Peter Gröning, Manfred Klieme y Bernd Barleben). Ganó una medalla de bronce en el Campeonato Mundial de Ciclismo en Pista de 1960, en la prueba de persecución individual.

## Medallero internacional
| Representando al Equipo Alemán Unificado |               |                   |                            |
| Juegos Olímpicos                         |               |                   |                            |
| Año                                      | Lugar         | Medalla           | Competición                |
| 1960                                     | Roma (Italia) | Medalla de plata  | Persecución por equipos    |
| Representando a la RDA                   |               |                   |                            |
| Campeonato Mundial                       |               |                   |                            |
| Año                                      | Lugar         | Medalla           | Competición                |
| 1960                                     | Leipzig (RDA) | Medalla de bronce | Persecución individual (A) |